# Papia e Mauro
Papia e Mauro sono una coppia di martiri cristiani di epoca sconosciuta. Il loro culto come santi risale almeno al VII secolo ed è documentato negli itineraria che ricordano la loro sepoltura nella catacomba maggiore, sulla via Nomentana.
Secondo una passio tarda e leggendaria, erano soldati e subirono il martirio sotto l'impero di Diocleziano per ordine del praefectus urbi Laodicio che li fece percuotere e flagellare fino alla morte.
Le loro reliquie furono rinvenute nel 1590 nella chiesa di Sant'Adriano al Foro Romano e donate dal titolare, il cardinale Agostino Cusani, alla chiesa di Santa Maria in Vallicella; furono poste, insieme ai resti dei santi Nereo, Achilleo e Domitilla, sotto l'altare maggiore dell'edificio.
L'elogio dei santi Papia e Mauro si legge nel Martirologio Romano al 29 gennaio.